# Clubul Sportiv al Armatei Steaua București 1990-1991
Questa voce raccoglie le informazioni riguardanti il Clubul Sportiv al Armatei Steaua București nelle competizioni ufficiali della stagione 1990-1991.

## Maglie e sponsor
Lo sponsor tecnico per la stagione 1990-1991 è Adidas, mentre lo sponsor ufficiale è Castrol.
| Manica sinistra · Manica sinistra · Maglietta · Maglietta · Manica destra · Manica destra · Pantaloncini · Pantaloncini · Calzettoni · Calzettoni |

## Organigramma societario
Area direttiva
- Presidente: Nicolae Gavrilă

Area tecnica
- Allenatore: Costică Ștefănescu, da dicembre Bujor Hălmăgeanu, da aprile Emerich Jenei
- Preparatore dei portieri: Florin Marin

## Rosa
| N. |                    | Ruolo | Calciatore        |
| -- | ------------------ | ----- | ----------------- |
|    | Romania (bandiera) | P     | Daniel Gherasim   |
|    | Romania (bandiera) | P     | Dumitru Stângaciu |
|    | Romania (bandiera) | D     | Adrian Bumbescu   |
|    | Romania (bandiera) | D     | Cornel Mirea      |
|    | Romania (bandiera) | D     | Dănuţ Munteanu    |
|    | Romania (bandiera) | D     | Dan Petrescu      |
|    | Romania (bandiera) | D     | Tony Sedecaru     |
|    | Romania (bandiera) | D     | Nicolae Ungureanu |
|    | Romania (bandiera) | C     | Lucian Bălan      |
|    | Romania (bandiera) | C     | Sandu Beca        |
|    | Romania (bandiera) | C     | Ilie Dumitrescu   |

| N. |                    | Ruolo | Calciatore        |
| -- | ------------------ | ----- | ----------------- |
|    | Romania (bandiera) | C     | Daniel Minea      |
|    | Romania (bandiera) | C     | Nica Panduru      |
|    | Romania (bandiera) | C     | Constantin Pistol |
|    | Romania (bandiera) | C     | Ilie Stan         |
|    | Romania (bandiera) | C     | Tudorel Stoica    |
|    | Romania (bandiera) | A     | Iulian Minea      |
|    | Romania (bandiera) | A     | Gheorghe Pena     |
|    | Romania (bandiera) | A     | Marian Popa       |
|    | Romania (bandiera) | A     | Adrian Săvoiu     |
|    | Romania (bandiera) | A     | Ion Vlădoiu       |

## Risultati

### Coppa delle Coppe
| Arbitro: | Hollung |

|             |           |                 |
| Douglas 84’ | Marcatori | 74’ (rig.) Stan |

| Arbitro: | Hoxha |

|                                                |           |  |
| Stan 21’ Dumitrescu 37’, 45’ Petrescu 80’, 88’ | Marcatori |  |

| Arbitro: | Valente |

|                                                        |           |  |
| 27’, 63’ Ziober 51’ Xuereb 56’ (rig.) Blanc 81’ Castro | Marcatori |  |

| Arbitro: | Fredriksson |

|  |           |                                     |
|  | Marcatori | 52’ Colleter 71’ Garande 82’ Guérin |